# Erich Weinert
Erich Bernhard Gustav Weinert (4. august 1890 i Magdeburg – 20. april 1953 i Berlin) var en tysk forfatter, kommunist og medlem af KPD.
Weinert blev født i 1890 i en socialdemokratisk familie. Han kom på drengeskole i Magdeburg, og fra 1908 til 1910 gik han på kunst-, håndværks- og handelsskolen i byen for i 1912 at blive optaget på en kunstskole i Berlin. Senere kom han i militæret, hvor han deltog som officer under Første Verdenskrig. Efter krigen tog han til Leipzig og arbejdede som skuespiller og kunstunderviser. I 1929 blev han medlem af det tyske kommunistparti, KPD. På denne tid lavede han forskellige værker.
I årene 1933-1935 var Weinert med sin kone og datter i eksil i Saargebiet. Derefter tog han til Paris. Han var medlem af de Internationale Brigader i Den Spanske Borgerkrig fra 1937-1939. Under Nazitysklands angreb på Sovjetunionen var Weinert på den sovjetiske side, hvor han var en af de ledende kræfter i den anti-nazistiske komité Nationalkomitee Freies Deutschland (NKFD), der med sovjetisk støtte udgav propaganda i håb om at lokke Værnemagtens soldater til forlade deres poster. I 1943 blev Weinert valgt til formand for NKFD.
Han vendte tilbage til Tyskland i 1946 i syg tilstand, men var dog vicepræsident for uddannelsesadministationen i den sovjetiske besættelseszone. Han fortsatte produktionen af værker til sin død som 62-årig i 1953.